# 橫山家之味
《橫山家之味》是一部2008年上映的日本電影，由導演是枝裕和所拍攝，電影描繪了一個日本家庭為了悼念死去長子所相聚的兩天時光。
《橫山家之味》是導演是枝裕和繼《無人知曉的夏日清晨》於坎城影展獲獎後，再次以「家庭」為主題的電影，不同的是《橫山家之味》是在導演雙親相繼離世後的作品，他希望能拍出一部充滿歡笑而富生命力的電影獻給父母。繼《無人知曉的夏日清晨》後，是枝裕和第二度獲得藍絲帶獎最佳導演的殊榮。

## 故事簡介
橫山家的長子純平十五年前為了拯救少年良雄而溺斃，在他忌日的這天，家中僅存的兒子良多帶著剛過門的寡婦妻子由佳里與繼子淳一同返家，他的姊姊千奈美也與丈夫孩子一同前往。母親對長子過世的往事一直無法釋懷，也難以接受良多娶了個帶子的寡婦，失去了作為醫院繼承人長子的父親也無法面對良多不願成為醫生的事實，在這樣相聚的兩天的時光，他們彼此共同分享了人生中的遺憾、幽默與悲傷。

## 演員
- 阿部寬 飾 橫山良多
- 夏川結衣 飾 橫山由佳里（良多的妻子）
- 江原由希子（英语：You (actress)）飾 片岡千奈美（良多的姐姐）
- 高橋和也 飾 片岡信夫（良多的姐夫，千奈美的丈夫）
- 田中祥平 飾 横山淳史（由佳里的兒子，良多的繼子）
- 樹木希林 飾 横山淑子（良多的母親）
- 原田芳雄 飾 横山恭平（良多的父親）
- 野本螢 - 片岡皐月（千奈美與信夫的女兒）
- 林凌雅 飾 片岡睦（千奈美與信夫的兒子）
- 寺島進 飾 小松健太郎（松壽司店長）
- 加藤治子 飾  西澤房（横山家的鄰居）

## 評價
《橫山家之味》整體獲得媒體和影評家的好評，截至2022年6月，爛番茄根據64條評論，獲得100%新鮮度，平均得分8.3/10，網站共識評價寫道：「是枝裕和的電影起初可能看起來很普通，但這部家庭劇卻散發出微妙而迷人的魅力。」`。Metacritic根據21條評論，獲得加權平均分數89分（滿分100分），代表「普遍讚譽」。

## 獲獎
| 提名与得奖列表       | 提名与得奖列表 | 提名与得奖列表 | 提名与得奖列表 |
| 奖项/影展            | 类别           | 提名者         | 结果           |
| -------------------- | -------------- | -------------- | -------------- |
| 亞太電影獎           | 最佳影片       | 是枝裕和       | 獲獎           |
| 亞太電影獎           | 最佳女配角     | 樹木希林       | 提名           |
| 日本電影金像獎       | 最佳女配角     | 樹木希林       | 提名           |
| 藍絲帶獎             | 最佳導演       | 是枝裕和       | 獲獎           |
| 藍絲帶獎             | 最佳女配角     | 樹木希林       | 獲獎           |
| 馬德普拉塔影展       | 最佳影片       | 是枝裕和       | 獲獎           |
| 亞洲電影大獎         | 最佳導演       | 是枝裕和       | 獲獎           |
| 亞洲電影大獎         | 最佳女配角     | 樹木希林       | 提名           |
| 高崎影展             | 最佳導演       | 是枝裕和       | 獲獎           |
| 高崎影展             | 最佳女配角     | 夏川結衣       | 獲獎           |
| 報知電影獎           | 最佳女配角     | 樹木希林       | 獲獎           |
| 聖賽巴斯提安國際影展 | 最佳劇本       | 是枝裕和       | 獲獎           |
| 南特影展             | 最佳女演員     | 樹木希林       | 獲獎           |
| 東京體育電影大獎     | 最佳影片       | 是枝裕和       | 獲獎           |
| 東京體育電影大獎     | 最佳女配角     | 樹木希林       | 獲獎           |
| 日刊體育電影大獎     | 最佳女演員     | 夏川結衣       | 獲獎           |
| 每日電影獎           | 最佳男主角     | 阿部寬         | 獲獎           |

## 影片規格
| 媒材   | 35mm底片(富士 Eterna 500T 8573) |
| 色彩   | 彩色                            |
| 長寬比 | 1:1.85                          |
| 攝影機 | Arriflex Cameras                |
| 片長   | 114分鐘                         |
| 混音   | Dolby Digital                   |

## 相關電影
- 日本電影列表

## 外部連結
- 官方網站 （页面存档备份，存于）
- 互联网电影数据库（IMDb）上《Still Walking》的资料（英文）
- 爛番茄上《Still Walking》的資料（英文）
- Metacritic上《Still Walking》的資料（英文）
- Yahoo奇摩電影上《橫山家之味》的資料（繁體中文）
- 開眼電影網上《橫山家之味》的資料（繁體中文）
- 豆瓣电影上《橫山家之味》的資料 （简体中文）